# La Délivrance de Thésée

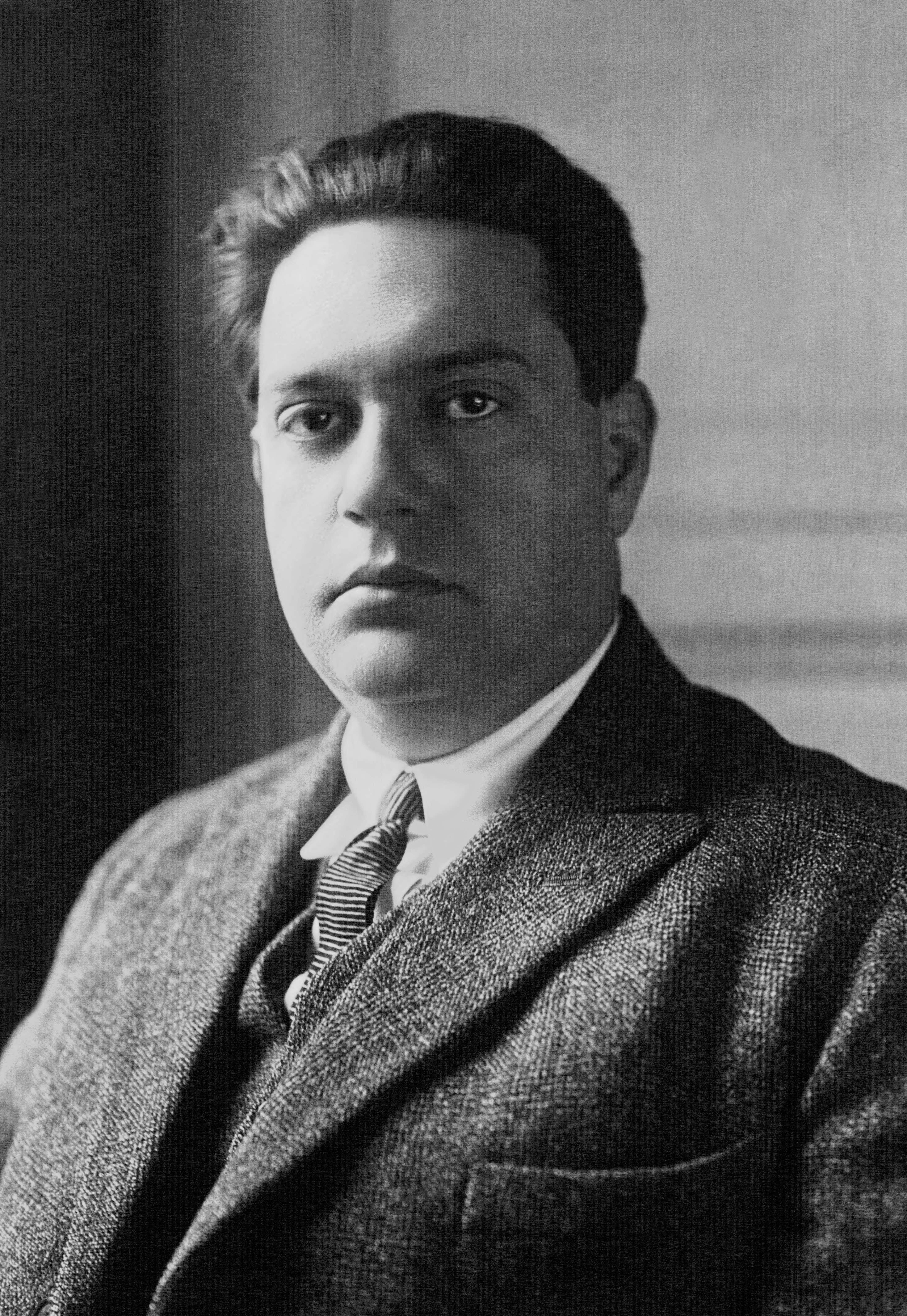
Darius Milhaud

La Délivrance de Thésée är den sista i en trilogi av "opéras minute" med musik av den franska kompositören Darius Milhaud och libretto av Henri Hoppenot. De två första verken i serien är L'Enlèvement d’Europe och L'Abandon d’Ariane, och speltiden för hela trilogin är ungefär 28 minuter. La Délivrance är den kortaste av de tre operorna med en speltid på 7 minuter och 27 sekunder, och ansågs när den skrevs vara världens kortaste opera.
1993 ersattes La Délivrance som världens kortaste opera av Sands of Time komponerad av den walesiske kompositören Peter Reynolds. Operan hade premiär i Cardiff och speltiden var 4 minuter och 9 sekunder.

## Uppförandehistorik
Premiären av La Délivrance ägde rum 20 april 1928 i Wiesbaden. Senare föreställningar gavs på Iowa State University 8 maj 1961 och i New York 24 mars 1971.

## Personer
Huvudroller:
- Aricie (mezzosopran)
- Phèdre (sopran)
- Hippolyte (baryton)
- Théramene (baryton)
- Thésée (tenor)

## Handling
Plats: Thésées palats. Thésées son Hippolytes kärlek till Aricie väcker styvmodern Phèdres svartsjuka. När han avvisar henne berättat Phèdre allt för hans far, som ser till att han dör av ett monster. Som hämnd dödar Théramene Phèdre, och blir i sin tur avrättad på order av Thésée. Aricie tröstar Thésée.